# Ed Jones (Spezialeffektkünstler)
Ed L. Jones (* im 20. Jahrhundert) ist ein US-amerikanischer Spezialeffektkünstler und Künstler für visuelle Effekte, der 1989 mit einem Oscar ausgezeichnet wurde.

## Karriere

### Präsident der Cinesite-Tochter
Im Dezember 1996 war in der Variety zu lesen, dass die Führungsriege von Cinesite das Unternehmen verlassen hätte. Ed Jones, der als Visual Effects Supervisor bei Space Jam tätig gewesen sei, habe seinen Posten als Präsident der Cinesite-Tochter von Eastman Kodak verlassen. Vier weitere hochrangige Cinesite-Mitarbeiter hätten das Unternehmen ebenfalls verlassen. Jones sei 1991 von Industrial Light & Magic zu Kodak gekommen und der erste Mitarbeiter von Cinesite gewesen.

### Filmarbeit
Jones wirkte an mehr als fünfzig Filmen mit und wurde mit einem Oscar und zwei BAFTA-Awards ausgezeichnet. Jones hat sich in den letzten drei Jahrzehnten in der Unterhaltungs- und Mediendienstleistungsbranche einen Namen gemacht. Er gilt vielen als einer der Pioniere der digitalen Medien und ist auf visuelle Effekte und Animationen in 2D und 3D spezialisiert. Zu den Filmen, an denen er beteiligt war, zählen unter anderem Das Imperium schlägt zurück (1980), Die Rückkehr der Jedi-Ritter (1983), Indiana Jones und der Tempel des Todes (1984), Ghostbusters – Die Geisterjäger (1984), Zurück in die Zukunft (alle drei Teile 1985, 1989, 1990), Big Trouble in Little China und
Howard – Ein tierischer Held (beide 1986), Falsches Spiel mit Roger Rabbit (1988), Stirb langsam 2 (1990), Terminator 2 – Tag der Abrechnung (1991) und Catwoman (2004).
Den BAFTA Award erhielt Jones 1988 für seine Arbeit an George Millers Horrorkomödie Die Hexen von Eastwick und im darauffolgenden Jahr für seine Mitwirkung an dem Animations-/Realfilm von Robert Zemeckis Falsches Spiel mit Roger Rabbit. Für den letztgenannten Film wurde er zudem mit dem Oscar in der Kategorie „Beste visuelle Effekte“ ausgezeichnet.

## Filmografie (Auswahl)
Visuelle Effekte/Spezialeffekte
- 1980: Stars Wars: Episode V – Das Imperium schlägt zurück
  - (The Empire Strikes Back, alternativ: Star Wars: Episode V – The Empire Strikes Back)
- 1981: Jäger des verlorenen Schatzes (Raiders of the Lost Ark)
- 1981: Der Drachentöter (Dragonslayer)
- 1982: Poltergeist
- 1982: Star Trek II:  Der Zorn des Khan (Star Trek II: The Wrath of Khan)
- 1983: Stars Wars: Episode VI – Die Rückkehr der Jedi-Ritter
  - (Return of the Jedi, alternativ: Star Wars: Episode VI – Return of the Jedi)
- 1984: Die unendliche Geschichte
- 1984: Indiana Jones und der Tempel des Todes (Indiana Jones and the Temple of Doom)
- 1984: Ghostbusters – Die Geisterjäger (Ghostbusters)
- 1984: Starman (John Carpenter’s Starman)
- 1985: Die Goonies (The Goonies)
- 1985: Cocoon
- 1985: Zurück in die Zukunft (Back to the Future)
- 1985: Explorers – Ein phantastisches Abenteuer (Explorers)
- 1985: Das Geheimnis des verborgenen Tempels (Young Sherlock Holmes)
- 1986: Poltergeist II – Die andere Seite (Poltergeist II: The Other Side)
- 1986: Big Trouble in Little China
- 1986: Howard – Ein tierischer Held (Howard the Duck)
- 1986: Auf der Suche nach dem goldenen Kind (The Golden Child)
- 1987: Die Hexen von Eastwick (The Witches of Eastwick)
- 1988: Falsches Spiel mit Roger Rabbit (Who Framed Roger Rabbit)
- 1988: Caddyshack II
- 1989: Ghostbusters II
- 1989: Zurück in die Zukunft II (Back to the Future Part II)
- 1989: Always – Der Feuerengel von Montana (Always)
- 1990: Jagd auf Roter Oktober (The Hunt for Red October)
- 1990: Zurück in die Zukunft III (Back to the Future Part III)
- 1990: Stirb langsam 2 (Die Hard 2)
- 1990: Ghost – Nachricht von Sam (Ghost)
- 1991: Oscar – Vom Regen in die Traufe (Oscar)
- 1991: Backdraft – Männer, die durchs Feuer gehen (Backdraft)
- 1991: Rocketeer (The Rocketeer)
- 1991: Terminator 2 – Tag der Abrechnung (Terminator 2: Judgment Day)
- 1991: Hook
- 1992: Der Tod steht ihr gut (Death Becomes Her)
- 1992: Der Reporter (The Public Eye)
- 1994–1996: Space Ghost Coast to Coast (Fernsehserie, 5 Folgen)
- 1996: Space Jam
- 1998: Hard Rain
- 1998: Star Force Soldier (Soldier)
- 2000: Almost Famous – Fast berühmt (Almost Famous)
- 2001: Cats & Dogs – Wie Hund und Katz (Cats & Dogs)
- 2004: Catwoman
- 2010: Spy Daddy (The Spy Next Door)

Produktion
- 1991: Blonde Fist (Krankenpfleger)
- 2001: Cats & Dogs – Wie Hund und Katz (Cats & Dogs; Mitwirkender Produzent)
- 2004: Catwoman (Mitwirkender Produzent)
- 2006: Happy Feet (Ausführender Produzent)
- 2010: Der rabiate Rotor (Fur of Flying, Kurzfilm; Geschäftsleitung Reel FX Studios)
- 2010: Wahnsinn im Sattel (Rabid Rider, Kurzfilm; Geschäftsleitung Ree FX Studios)
- 2012: Cirque Du Soleil: Traumwelten (Cirque du Soleil: Worlds Away; Ausführender Produzent)
- 2018: Beatus (Produzent)
- 2020: Survive (Miniserie, 3 Folgen; Produzent)

## Auszeichnungen (Auswahl)
BAFTA Awards
- 1988 Gewinner des BAFTA Film Award in der Kategorie „Beste Spezialeffekte/Beste visuelle Effekte“ für und mit Die Hexen von Eastwick – gemeinsam mit Michael Lantieri, Michael Owens und Bruce Walters
- 1989 Gewinner des BAFTA Film Award in der Kategorie „Beste Spezialeffekte/Beste visuelle Effekte“ für und mit Falsches Spiel mit Roger Rabbit – gemeinsam mit George Gibbs, Richard Williams und Ken Ralston

Academy Awards 1989
- Ausgezeichnet mit dem Oscar in der Kategorie „Beste visuelle Effekte“ für und mit Falsches Spiel mit Roger Rabbit – gemeinsam mit Ken Ralston, Richard Williams und George Gibbs